# پیاسکی اچ‌آرپی رسکیوئر
پیاسکی اچ‌آرپی رسکیوئر (به انگلیسی: Piasecki HRP Rescuer) ملقب به هارپ نام یگ بالگرد دوپروانهٔ آمریکایی بود که توسط شرکت پیاسکی هلیکاپتر تولید شد. این بالگرد دراصل همان طرح پی‌وی-۳ شرکت پیاسکی بود که حکومت فدرال ایالات متحده آمریکا نام آن را هارپ نهاد و با کد «اچ‌آرپی-۱ رسکیوئر» معرفی کرد. این بالگرد در سپاه، نیروی دریایی و گارد ساحلی ایالات متحده آمریکا خدمت کرد. شرکت پیاسکی یک بروزرسانی بر روی آن با نام پی‌وی-۱۷ انجام داد. دولت فدرال آن را اچ‌آرپی-۲ نامید. در مجموع ۲۸ فروند اچ‌آرپی-۱ و اچ‌آرپی-۲ از همهٔ مدلها ساخته شد که هرکدام توان حمل ۸ تا ۱۰ سرباز یا ۹۰۷ کیلوگرم بار را داشتند.

## طراحی و توسعه

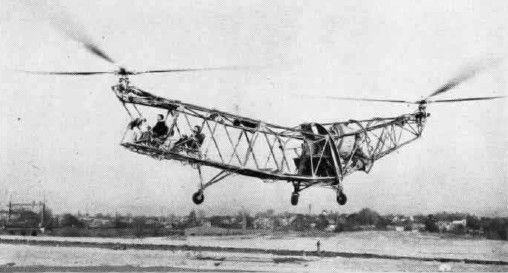
یک هلیکوپتر پیاسکی ایکس اچ‌آرپی-1 نیروی دریایی ایالات متحده بدون روکش فلزی در سال های 1946-1947.

در سال ۱۹۴۴ و در خلال جنگ جهانی دوم، ارتش و پیاسکی برای ساخت یک بالگرد ملقب به داگ‌شپ (کشتی سگی) به توافق رسیدند. نخستین پیش‌نمونه در سال ۱۹۴۵ پرواز کرد که از یک موتور پرت اند ویتنی آر-۱۳۴۰ واسپ با توان ۶۰۰ اسب بخار نیرو می‌گرفت. برای جلوگیری از برخورد دو پروانه به یکدیگر، مهندسان تصمیم گرفتند که بدنه را با یک خمیدگی طراحی کنند. اسکلت از جنس لوله‌های فولادی جوشکاری شده ساخته شد که بین آنها کلاف‌های چوبی نصب شد و روکشی از جنس پارچه بعنوان بدنه بر روی آن کشیده می‌شد تا وزن سنگین نشود. در ساخت این پیش‌نمونه از قطعات صنعت اتومبیل‌سازی به‌کار گرفته شد و بدنبال چند سانحه مهندسان به این نتیجه رسیدند که قطعات خودرو توانایی تحمل این میزان فشار را ندارند. پیش‌نمونه‌های دیگر پس از پایان جنگ جهانی دوم ساخته شدند. نخستین پیش‌نمونه برای آزمایش ایستایی بود و مدل‌های دیگر برای پرواز طراحی شدند.

## پیشینه عملیاتی

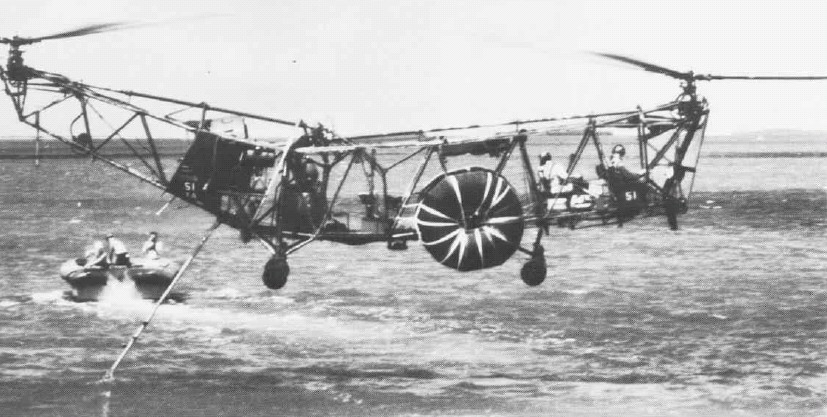
یک اچ‌آرپی بدون بدنه پارچه‌ای در سال ۱۹۵۳

اچ‌آرپی با نام رسمی «هارپ» و نقش بالگرد ترابری وارد خدمت نیروهای مسلح آمریکا شد و مردم به آن لقب «موز پرنده» دادند. نیروی دریایی در آغاز ۲۰ فروند سفارش داد ولی پس از ارزیابی، ۱۷ فروند از آنها را به سپاه دریایی سپرد و سه فروند هم به گارد ساحلی سپرد. اچ‌آرپی-۱ در طول خدمتش دارای مشکلات زیادی بود و خرابی‌های موتور، شکستن دسته‌موتور و شل شدن موتور در مکان خود و پاره شدن بخشهای پارچه‌ای بدنه و برخوردشان با پروانه‌های بالگرد در حین عملیات دریایی از مشکلات رایج آن بود. از ۲۸ بالگرد تولید شده تنها یک فروند باقی مانده که امروزه در موزه هوافضا اوریگن نگهداری می‌شود. تجربیات حاصل از این محصول به توسعه و ساخت بالگرد موفقی به نام پیاسکی اچ-۲۱ انجامید.

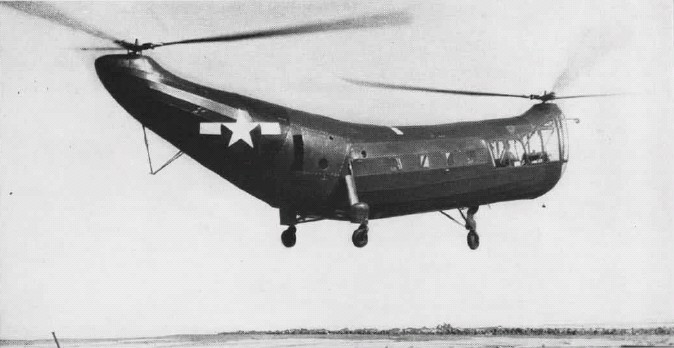
پیش‌نمونه نظامی ایکس.اچ‌آرپی-۱ در ۱۹۴۶
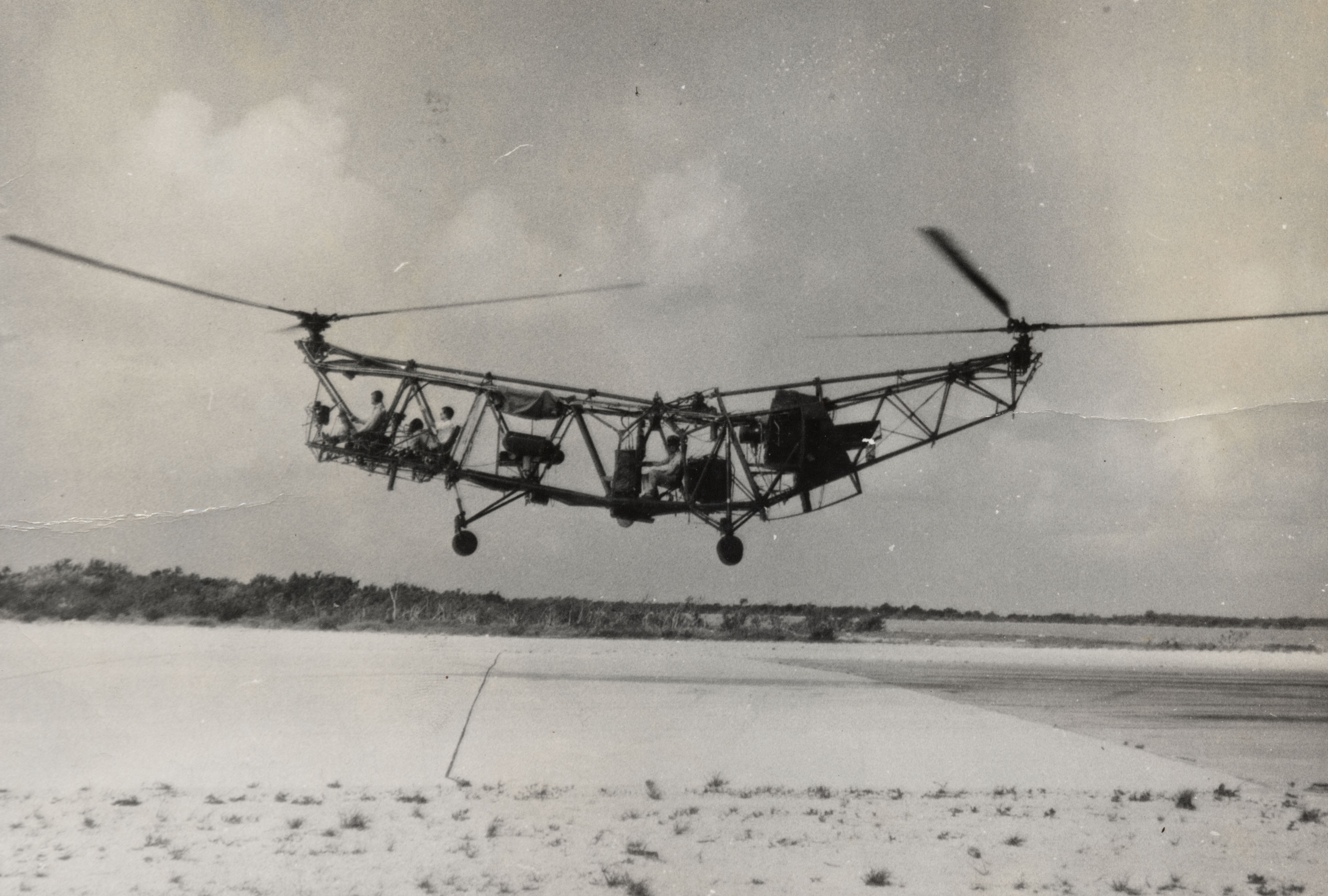
اچ‌پیآر-۱ نیروی دریایی بدون روکش پارچه‌ای بدنه
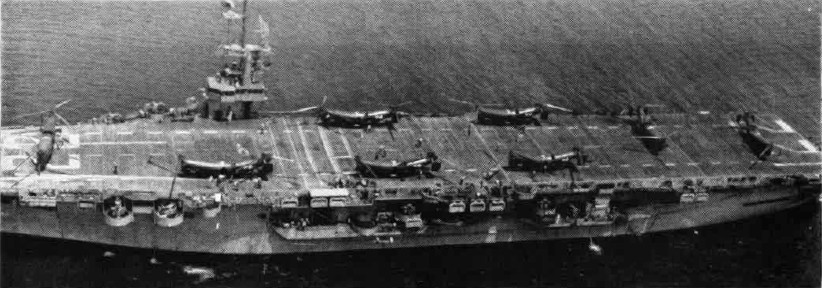
۸ فروند اچ‌آرپی-۱ بر روی ناو پالائو در ۱۹۵۱

## گونه‌ها
PV-3
پیش‌نمونه با یک موتور پیستونی رادیال ۹ سیلندر هواخنک مدل «رایت آر-۹۷۵» با توان ۴۵۰ اسب بخار بود. تنها ۱ فروند تولید شد.
XHRP-1
پیش‌نمونه نظامی بود که ۲ فروند تولید شد؛ یکی برای آزمایش ایستایی و دیگری آزمایش پرواز.
HRP-1
نمونه تولید انبوه بود که ۲۰ فروند به سفارش نیروی دریایی تولید شد. نیروی دریایی پس از استفاده از آن به مشکلاتش پی برد و ۱۷ فروند را به سپاه دریایی فروخت و ۳ فروند هم به گارد ساحلی داد.
HRP-1G
سه فروند از نیروی دریایی خریده شد با تغییر نام به اچ‌آرپی-۱-جی در ناوگان بود.
HRP-2
پنج فروند نمونه آزمایشی با بدنه فلزی تولید شد که بعدها به تولید پیاسکی اچ-۲۱ انجامید.

## کاربران
ایالات متحده آمریکا
- نیروی دریایی آمریکا
- سپاه دریایی آمریکا
- گارد ساحلی آمریکا

## مشخصات اچ‌آرپی-۲
داده‌ها از The Illustrated Encyclopedia of Aircraft 1985, p. 2716.
ویژگی‌های عمومی
- خدمه: ۲
- ظرفیت: ۸ سرنشین یا ۹۰۷ کیلوگرم بار یا ۸ برانکار
- طول: ۵۴ فوت ۰ اینچ (۱۶٫۴۶ متر)
- ارتفاع: ۱۴ فوت ۱۰ اینچ (۴٫۵۲ متر)
- وزن خالی: ۵٬۳۰۱ پوند (۲٬۴۰۴ کیلوگرم)
- وزن ناخالص: ۷٬۲۲۵ پوند (۳٬۲۷۷ کیلوگرم)
- پیشرانه: ۱ عدد  موتور رادیال پرت اند ویتنی آر-۱۳۴۰ واسپ, ۶۰۰ hp (۴۴۷ kW)
- قطر روتور اصلی: ۲ عدد ۴۱ فوت ۰ اینچ (۱۲٫۵۰ متر)
- مساحت روتور اصلی: ۲٬۶۴۰٫۵۱ فوت مربع (۲۴۵٫۳۰ متر مربع)

عملکرد
- حداکثر سرعت: ۱۰۵ مایل بر ساعت (۱۶۹ کیلومتر بر ساعت، ۹۱ گره)
- بُرد: ۳۰۰ مایل (۴۸۳ کیلومتر، ۲۶۰ مایل دریایی)
- حداکثر ارتفاع: ۸٬۵۳۰ فوت (۲٬۶۰۰ متر)